# Klášter celestinek (Praha)
Klášter celestinek v Praze je zaniklý konvent sester anunciátek celestinek (též Řád sester Nejsvětějšího Zvěstování) s kaplí Zvěstování Panny Marie na Novém Městě pražském. Autorem barokních budov kláštera a kaple existujících v letech 1743 – 1782. byl architekt Kilián Ignác Dientzenhofer. Klášter byl postaven v místech jedné z nejstarších botanických zahrad v Praze zvané Andělská zahrada.

## Historie

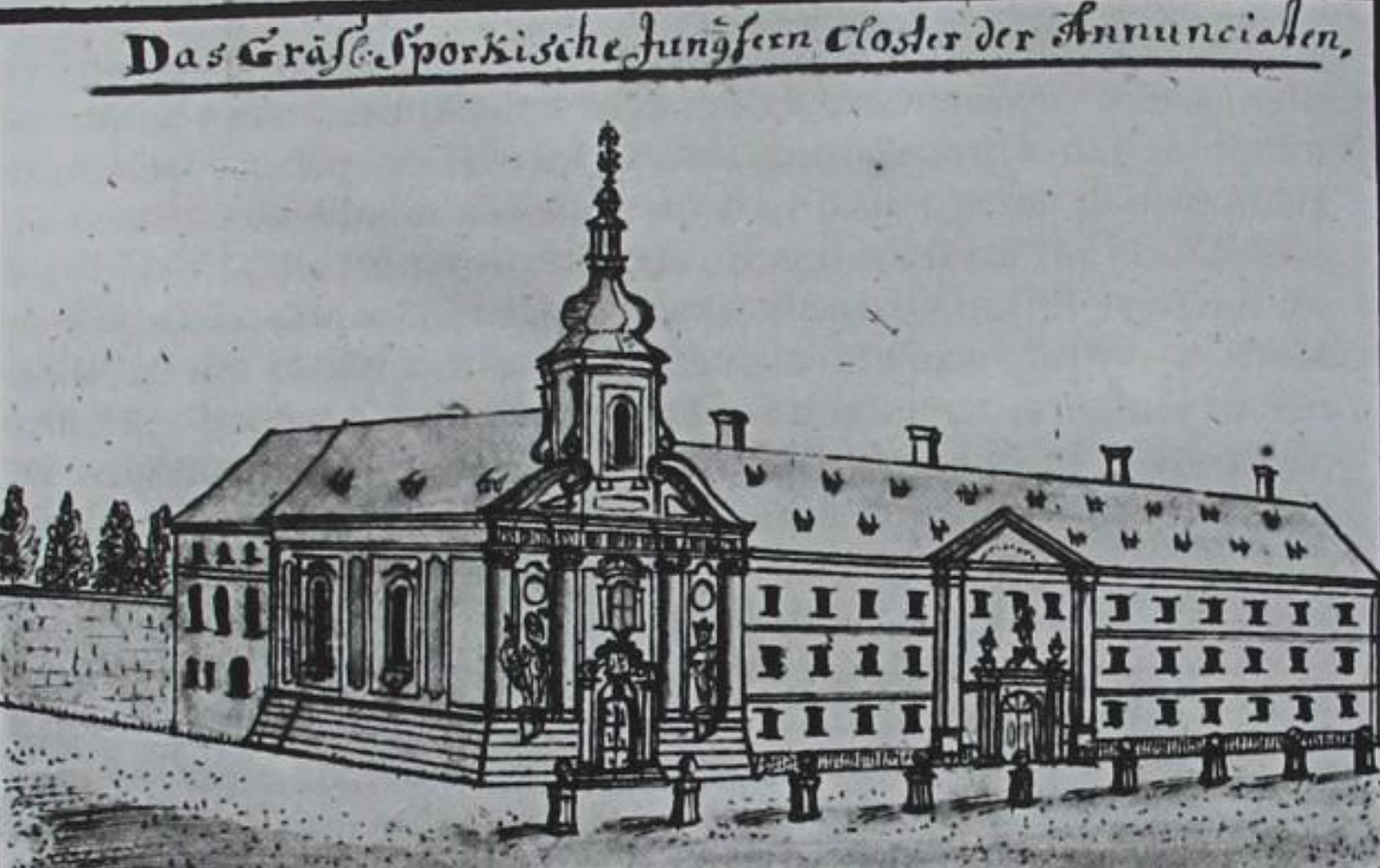
Kaple Zvěstování Panny Marie s klášterem panen Celestinek

V letech 1743 až 1782 tu existoval klášter celestinek, které do Čech přišly z Rakouska. Hrabě František Antonín Špork (1662–1738) se zasadil o zřízení kláštera celestinek v Choustníkově Hradišti, neboť jeho dcera Marie Eleonora (1687–1717) byla členkou tohoto řádu. V roce 1736 zřídil další pobočku kláštera v Praze.
Budovu kláštera s kaplí Zvěstování Panny Marie navrhl Kilián Ignác Dientzenhofer. Klášter celestinek byl zrušen v době církevních reforem císaře Josefa II. a v jeho budovách sídlil úřad a továrna na tabák. Stavba byla zbořena v roce 1871, aby uvolnila místo chystané nové budově hlavní pošty.  
Kaple Zvěstování Panně Marii od Kilána Ignáce Dientzenhofera stála na rohu ulic Jindřišská a Bredovská (dnes Politických vězňů). Měla tři oltáře. Obraz na hlavním oltáři namaloval Siard Nosecký, obrazy na dvou bočních oltářích (dodnes dochované) byly od Františka Václava Reinera a je na nich znázorněno Proměnění Páně a Neposkvrněné Početí Panny Marie. Obrazy se dnes nachází ve farním kostele sv. Jindřicha a Kunhuty v kapli sv. Lukáše po stranách. Fresková výzdoba kaple byla od Siarda Noseckého a Václava Ambrozi. Duchovní službu zde zajišťovali bratři Hybernové (irští františkáni) z kláštera Hybernů na Josefském náměstí (jinak také Kapucínském, dnes Náměstí republiky). Dále se dochovala se barokní socha ukřižovaného Krista ze zrušené kaple kláštera celestinek, která je umístěna v podkruchtí na severní stěně kostela sv. Voršily na Národní třídě. 
V místech kláštera dnes stojí mohutná novorenesanční budova Hlavní pošty z konce 19. století, vystavěná dle plánů Antonína Brandnera.

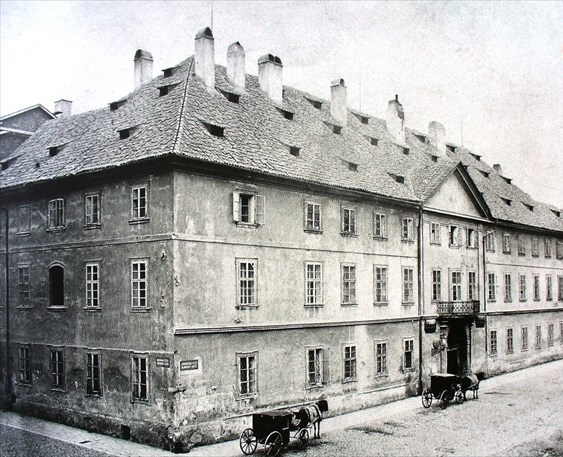
Po zrušení kláštera byla budova přestavěna a využívána jako kolkovní úřad a továrna na tabák.